# Lambdaverdeling van Wilks
In de statistiek is de lambdaverdeling van Wilks (genoemd naar Samuel S. Wilks) een kansverdeling die toepassing vindt in de  multivariate statistiek bij het toetsen van bepaald hypothesen, in het bijzonder bij de aannemelijkheidsquotiënttoets en de multivariate variantie-analyse. De verdeling is een generalisatie in meer dimensies van de F-verdeling.

## Definitie
Laat {\displaystyle W_{1}} en {\displaystyle W_{2}} twee onderling onafhankelijke wishartverdeelde matrices zijn, en wel zo dat:
{\displaystyle W_{1}\sim W_{p}(V,m),\quad W_{2}\sim W_{p}(V,n)} en {\displaystyle m\geq p}.
De lambdaverdeling van Wilks is gedefinieerd als de verdeling van de stochastische variabele
{\displaystyle \Lambda (p,m,n)={\frac {\det(W_{1})}{\det(W_{1}+W_{2})}}={\frac {1}{\det(1+W_{1}^{-1}W_{2})}}}

## Benadering
Een benadering voor grote waarden van {\displaystyle m} door een chi-kwadraatverdeling is afkomstig van M.S. Bartlett, die aantoonde dat:

{\displaystyle \left({\frac {p-n+1}{2}}-m\right)\log \Lambda (p,m,n)\sim \chi _{np}^{2}.}
Een andere benadering is van de hand van C.R. Rao.

## Eigenschap
Er is een symmetrie tussen de parameters van de lambdaverdeling:
{\displaystyle \Lambda (p,m,n)\sim \Lambda (n,m+n-p,p)}

## Verwante verdelingen
De lambdaverdeling kan in verband gebracht worden met het prtoduct van onderling onafhankelijk bètaverdeelde stochastische variabelen {\displaystyle u_{i}\sim B\left({\frac {m+1-i}{2}},{\frac {n}{2}}\right)}
{\displaystyle \prod _{i=1}^{p}u_{i}\sim \Lambda (p,m,n).}
Als zodanig kan de lambdaverdeling opgevat worden als de multivariate generalisatie van de bètaverdeling.
In het geval van slechts één dimensie, als de wishartverdelingen eendimensionaal zijn ({\displaystyle p=1}), en dus chi-kwadraatverdelingen, is de lambdaverdeling gelijk aan een bètaverdeling:
{\displaystyle \Lambda (1,m,n)\sim B\left({\frac {m}{2}},{\frac {n}{2}}\right).}
Tussen de lambdaverdeling en de F-verdeling bestaat de betrekking:
{\displaystyle {\frac {1-\Lambda (p,m,1)}{\Lambda (p,m,1)}}\sim {\frac {p}{m-p+1}}F_{p,m-p+1}}
en
{\displaystyle {\frac {1-{\sqrt {\Lambda (p,m,2)}}}{\sqrt {\Lambda (p,m,2)}}}\sim {\frac {p}{m-p+1}}F_{2p,2(m-p+1)}.}